# Bokod (Magyarország)
Bokod község Komárom-Esztergom vármegyében, az Oroszlányi járásban.

## Földrajz
A település a Vértes lábaitól nyugati irányban, a Vértesalja kistájon, Oroszlánytól mintegy 6 kilométerre helyezledik el. Központján észak-déli irányban a Mór-Kocs közti 8127-es út halad keresztül, keleti irányból, Oroszlány felől a 8143-as út vezet idáig. Környe felől a 8154-es úton érhető el, és fontos belső útja még a 81 134-es út is.
Autóbusszal megközelíthető az 1254-es, 1256-os, 1257-es, 1628-as, 1702-es, 1784-es, 1842-es, 1843-as, 1844-es, 1845-ös, 1846-os, 1854-es, 8444-es, 8560-as, 8562-es, 8570-es és 8457-es járatokkal.

## Történelem
Valamikor itt is római telep volt, a honfoglalás idején szlávok lakták a vidéket. 1146-ból származik első írásos említése, később Károly Róbert nyilván innen származó jegyzőjének, Bokodi Györgynek a nevében került elő a község neve 1326-ban. Nagy Lajos királynak kedvelt vadászterülete volt a környék: közel állott ide szívesen látogatott Gerecér nevű vadászkastélya, a későbbi Gerencsérvár. Ebben a várban szállt meg 1440-ben egy éjszakára az Albert király halála után megözvegyült Erzsébet királyné a csecsemő V. Lászlóval. A kíséretében volt Kottanner Ilona a Visegrádról ellopott koronával. Innen indultak tovább a székesfehérvári koronázásra.
Egyházközségünk történetében megbízható nyomok 1624-ig vezethetők vissza.
A reformáció hatására a lakosság többségét kitevő evangélikusok alkottak már ekkor gyülekezetet Bokodon.
Az ezt követő félévszázadot meghaladó viszonylagos nyugalom után a falu elpusztult, több évre pusztává lett a török háborúk következtében.
A veszély elmúltával visszaszállingozó régi lakossággal újratelepülők is jöttek Hont és Nyitra vármegyéből tótok és kisebb részben németek is, akik idővel elmagyarosodtak. Az 1689. június 3-án datálódott „faluszálló levél” amit Széchényi György esztergomi érsek adott ki, védelmet adott a lakosságnak létfeltételeinek megteremtéséhez, vallásgyakorlásához is.
A lakosság pótlására további telepítések történtek; 1718-ban németek Moson vármegyéből és Bajorország-Vorallbergből, 1751-ben Pozsony vármegyéből tótok települtek a faluba. Vallásukat tekintve vélhetően többségében evangélikusok voltak, bár az 1718-tól Eszterházy birtokba került faluban nehezebbé vált a protestánsok vallásgyakorlása. Eszterházy József 1746-ban átmenetileg az evangélikus templomot is elfoglalta. A gyülekezeti hitélet nem szakadt meg. A lelkész és a tanító folyamatosan jelenlévő szolgálattevő az egyházközségben. Balogh Ádám püspöktől 1758-ban három nyelven értő lelkészt kértek a bokodiak.

## Közélete

### Polgármesterei
- 1990–1994: Valter Alajos (független)[7]
- 1994–1998: Valter Alajos (független)[8]
- 1998–2002: Valter Alajos (független)[9]
- 2002–2006: Valter Alajos (független)[10]
- 2006–2010: Valter Alajos (független)[11]
- 2010–2014: Szöllősi Miklós (független)[12]
- 2014–2019: Csonka László (független)[13]
- 2019–2024: Csonka László (független)[14]
- 2024– : Csonka László (független)[3]

## Gazdaság
A község mellett található a Vértesi Erőmű ZRt. Oroszlányi erőműve, mely 1961-től 2015 végéig működött. A község erőműhöz legközelebb eső részét még az 1960-as évek elején épített hat utcából álló négylakásos, földszintes, kiskertes lakótelep zárja, ahol az 1990-es évekig, főként az erőműben dolgozók, külön kolóniában éltek.
Az erőmű hűtőtavát az 1960-as évek elején létesítették. A tavat az Által-ér táplálja. Az erőmű által termelt hulladékhőnek köszönhetően télen sem fagyott be a tó felszíne, így folyamatos horgászati lehetőséget nyújtott a horgászoknak; erre horgászturizmus is épült. Az erőmű bezárása azonban ezt várhatóan negatívan fogja érinteni.

## Közlekedés
Az M1-es, valamint az 1-es főútról Tatabánya felől Környén át, továbbá a 81-es főútról Mór-Pusztavám érintésével érhető el. Dadon keresztül Komárom, vagy Tata, valamint Császáron át Kisbér irányából is megközelíthető.

## Népesség
A település népességének változása:
| Lakosok száma | 2046 | 2042 | 2064 | 2075 | 2117 | 2082 | 2138 |
|               | 2013 | 2014 | 2015 | 2021 | 2022 | 2023 | 2024 |

A 2011-es népszámlálás során a lakosok 86,9%-a magyarnak, 1,1% cigánynak, 2,2% németnek mondta magát (13% nem nyilatkozott; a kettős identitások miatt a végösszeg nagyobb lehet 100%-nál). A vallási megoszlás a következő volt: római katolikus 26,6%, református 11,3%, evangélikus 15,9%, görögkatolikus 0,2%, felekezeten kívüli 21,7% (23,1% nem nyilatkozott).
2022-ben a lakosság 89,7%-a vallotta magát magyarnak, 0,9% németnek, 0,8% cigánynak, 0,4% románnak, 0,3% ukránnak, 0,1% szlováknak, 1,7% egyéb, nem hazai nemzetiségűnek (10,2% nem nyilatkozott; a kettős identitások miatt a végösszeg nagyobb lehet 100%-nál). Vallásuk szerint 17,2% volt római katolikus, 11,3% evangélikus, 9,4% református, 0,4% görög katolikus, 0,8% egyéb keresztény, 0,9% egyéb katolikus, 21,1% felekezeten kívüli (38,8% nem válaszolt).

## Nevezetességei
- Bokodtól csaknem 8 km-re az erdőben megbújva található a régi bencés apátság , a Vértesszentkereszti apátság romja. Régi útileírások szerint Bokodhoz tartozik, azonban az Oroszlányi Szénbányákhoz tartozó üzemi úton könnyebben megközelíthető Oroszlány felől.
- A Bokodi-tó, az erőmű egykori hűtőtava. Festői látványt nyújtanak a tó partja körül épült horgászházak: a bokodi „lebegő falu”.

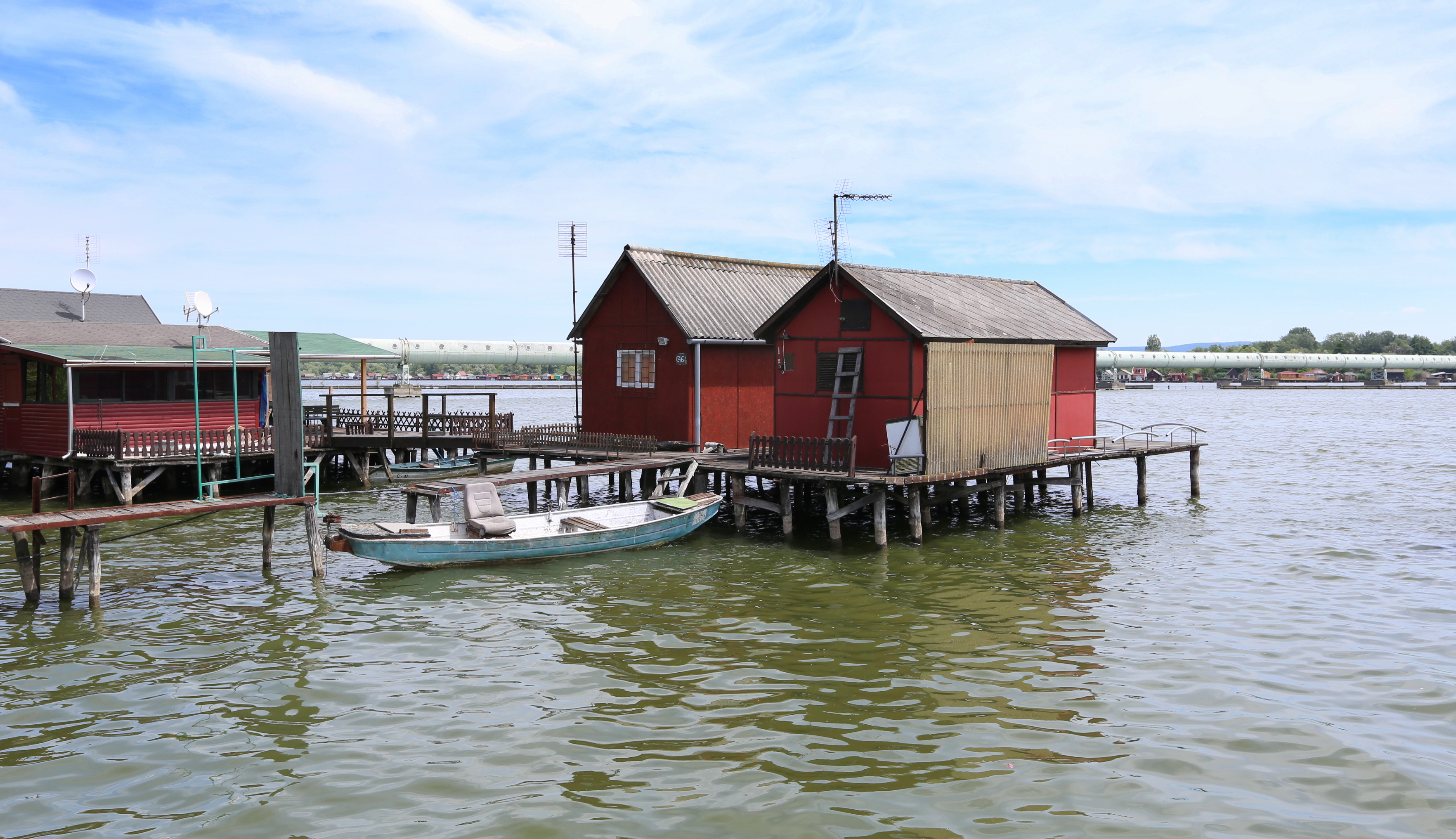
A bokodi „lebegő falu”
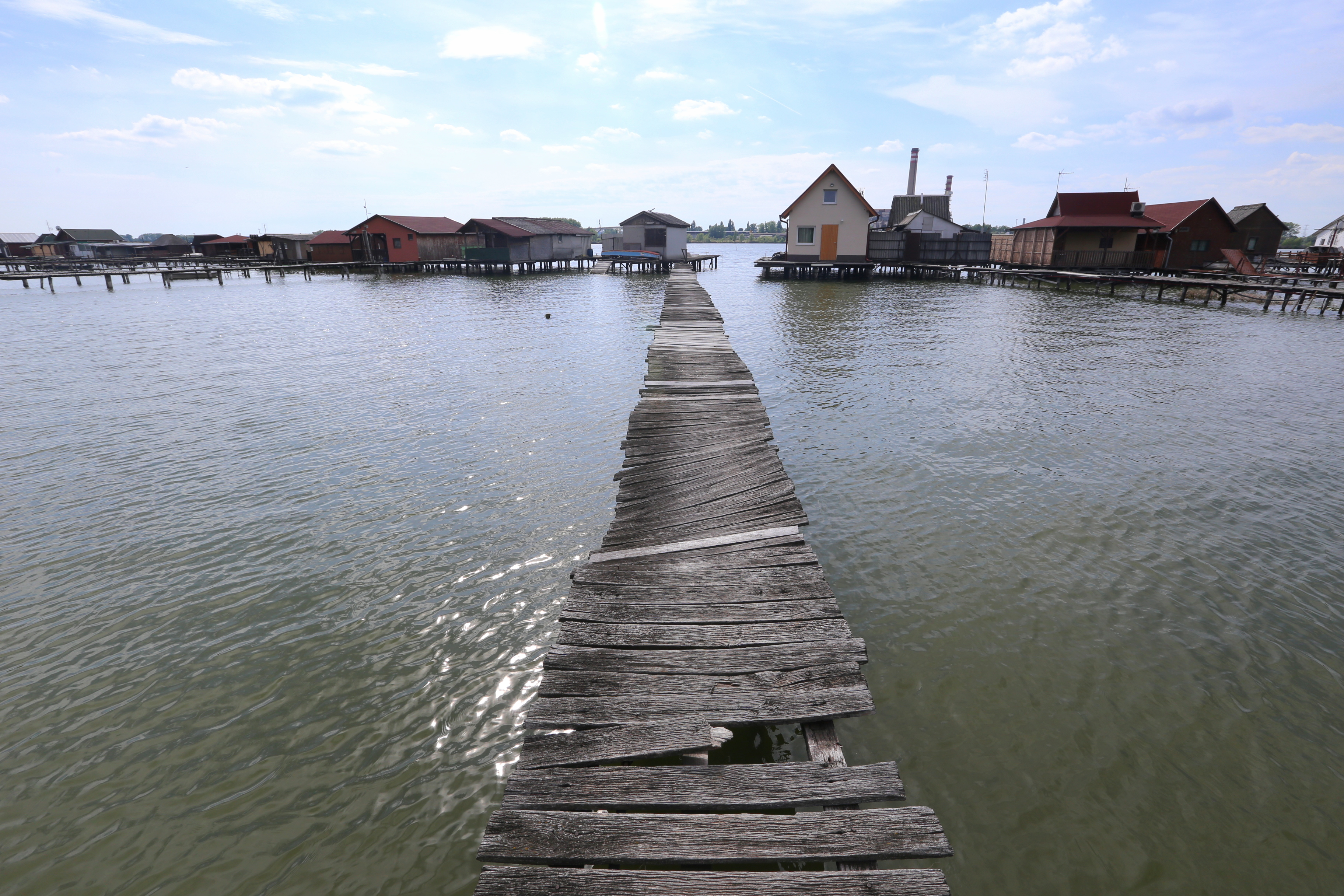
A bokodi „lebegő falu”
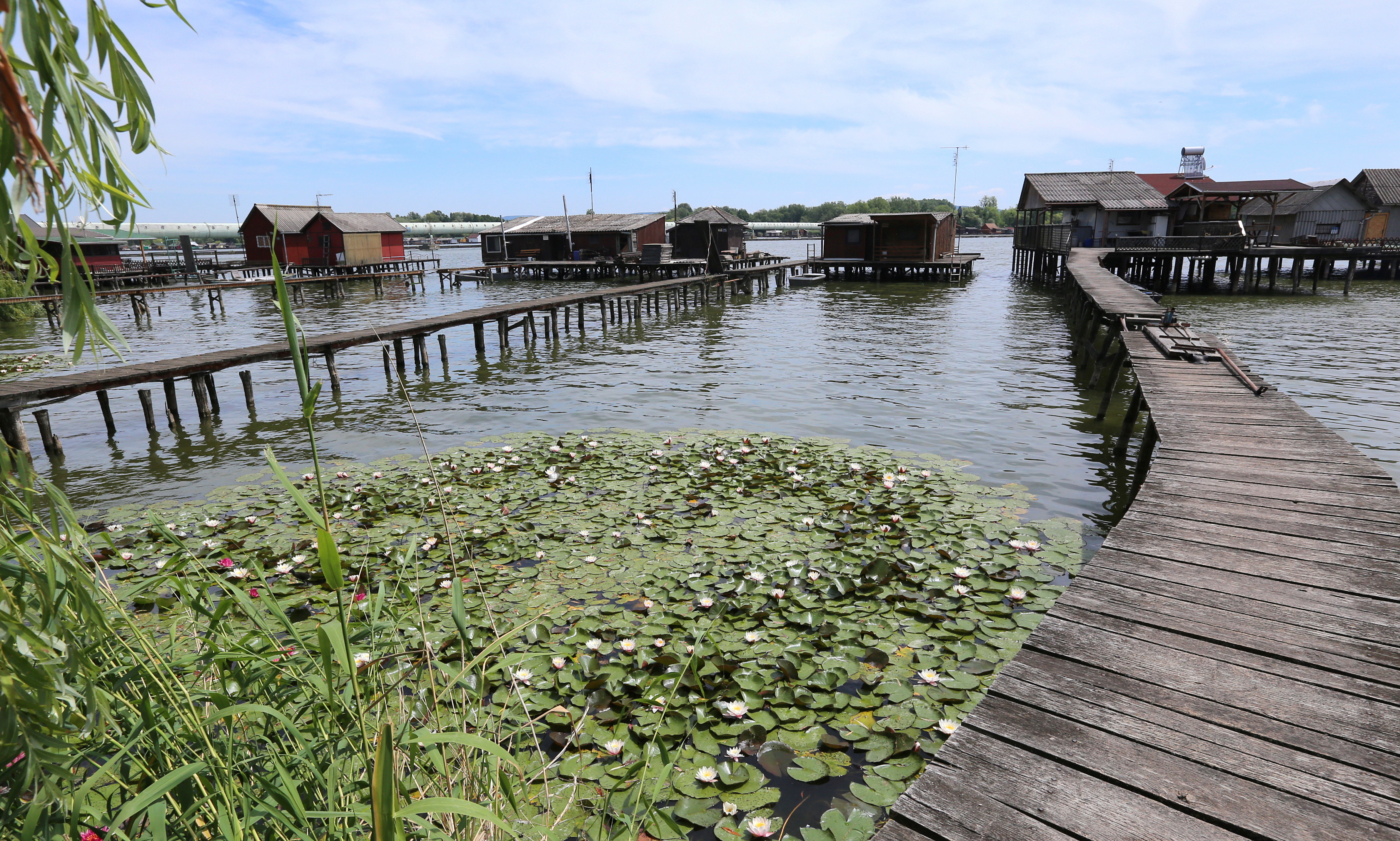
A bokodi „lebegő falu”
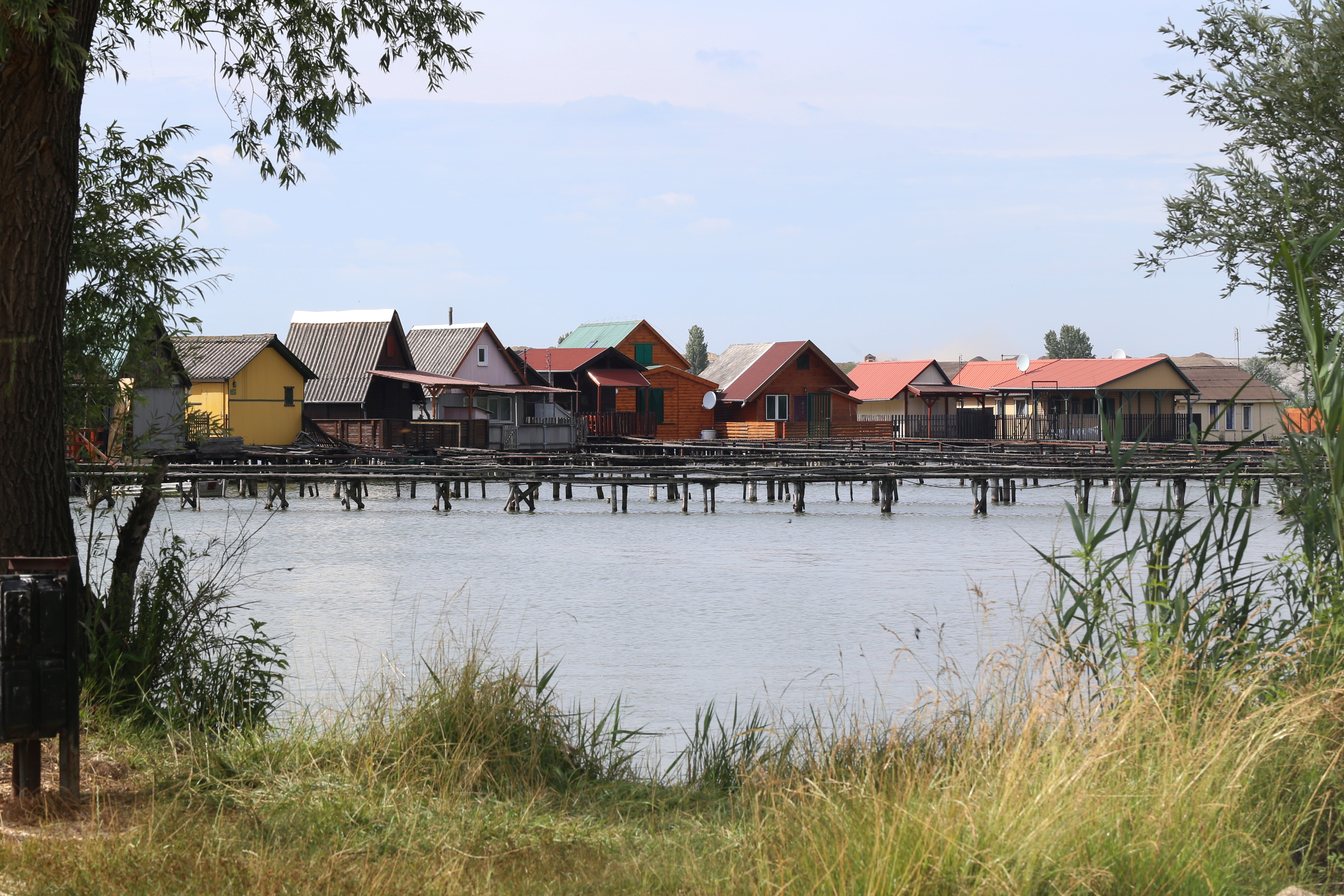
A bokodi „lebegő falu”
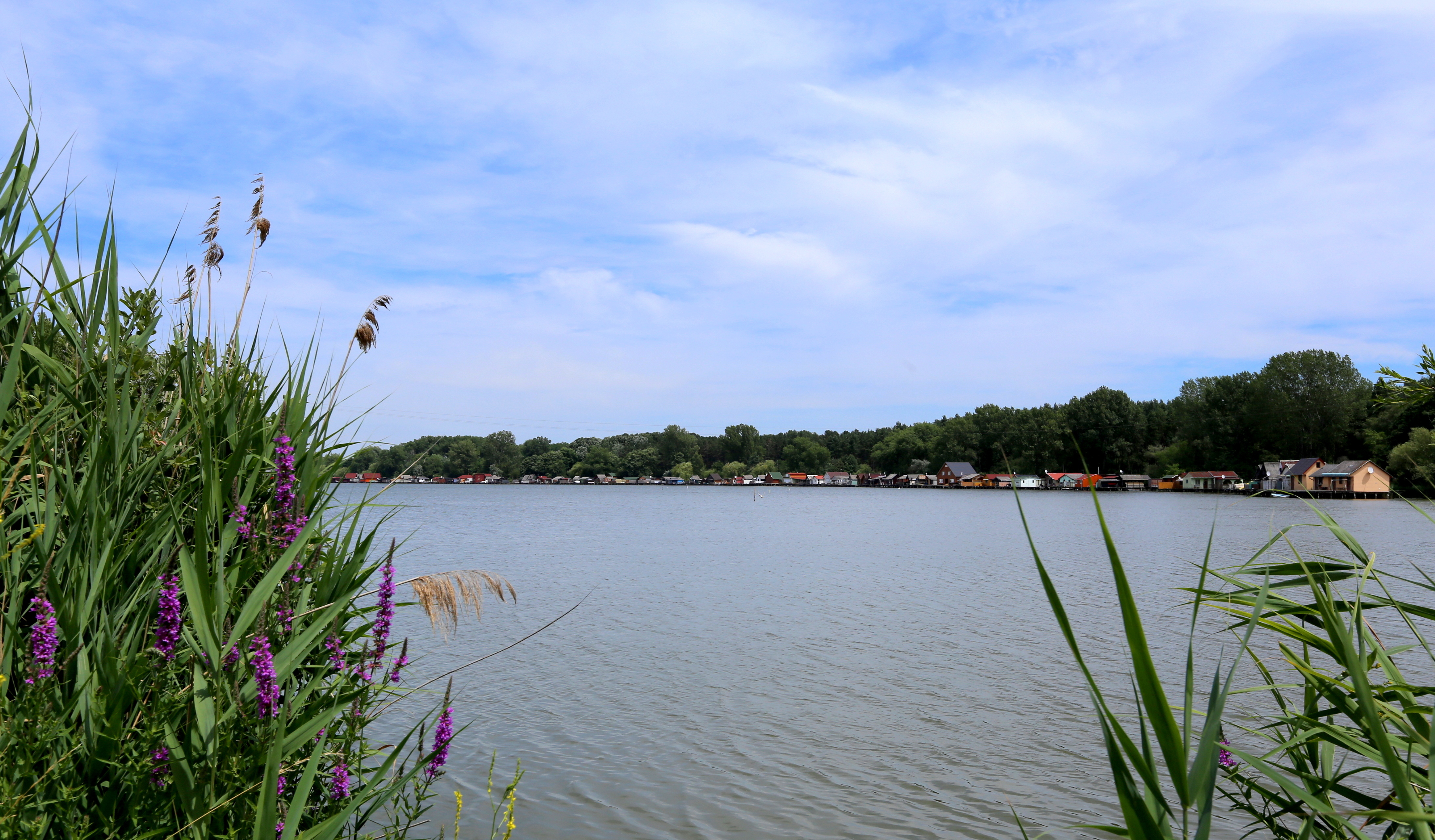
A bokodi „lebegő falu”
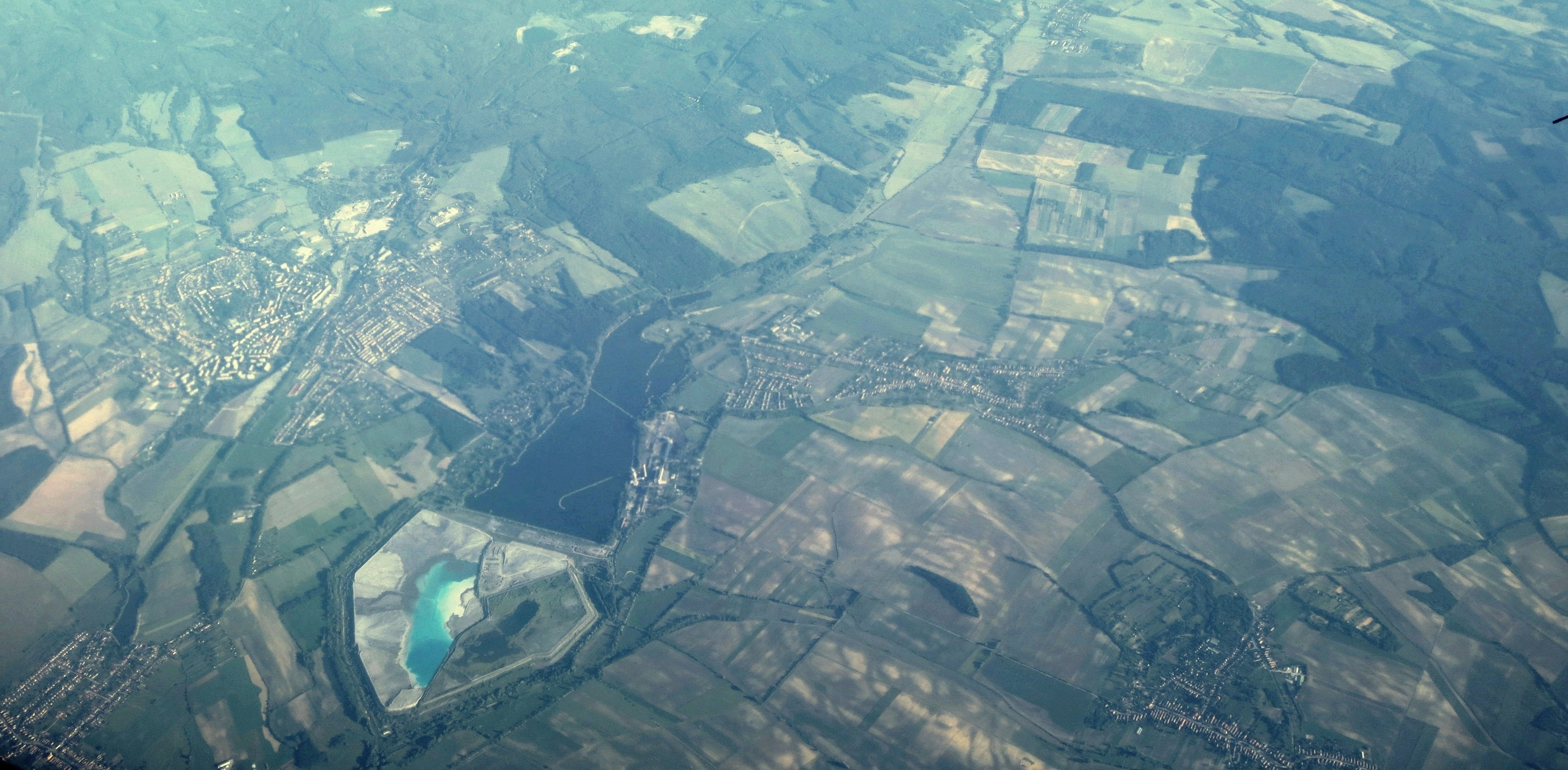
Oroszlány, Bokod és köztük a tó

## Személyek
- Itt született 1942. április 20-án Nemere Zoltán kétszeres olimpiai bajnok vívó.
- Itt született 1974. augusztus 6-án, és családjával azóta is itt él Czunyiné Bertalan Judit magyar politikus, családjogi szakjogász.